# Veronique Meester
Veronique Meester, född den 7 april 1995 i Utrecht, är en nederländsk roddare.

## Karriär
Vid olympiska sommarspelen 2020 i Tokyo ingick Veronique Meester i det nederländska lag som tog silver i fyra utan styrman. Vid olympiska sommarspelen 2024 i Paris tog hon guld tillsammans med Ymkje Clevering i tvåa utan styrman.